# WNB
WNB (skrót od Wychowani na Błędach) – polska grupa muzyczna wykonująca hip-hop, zaliczana do nurtu ulicznego rapu. Powstała w 2000 roku w Białymstoku z inicjatywy rapera Lukasyno, poprzednio związanego z projektem P.R.O.F. Skład oraz Olsena, mającego w dorobku współpracę z formacją HPG. Skład zadebiutował w 2001 roku na kompilacji Radio Ewenement 5 G Fm. Na płycie znalazły się dwie autorskie piosenki WNB, a także utwór nagrany m.in. wraz z zespołem Molesta Ewenement.
Następnie skład gościł na drugim albumie solowym Fusznika, związanego m.in. z zespołem Zipera, zatytułowanym Futurum (2002). Materiał na debiutancki album studyjny grupa WNB zarejestrowała w studiu należącym do warszawskiej wytwórni muzycznej Prosto. Gościnnie w nagraniach wzięli udział tacy wykonawcy jak: Kala, Fu, TPWC, Wilku, Głos Ulic, Koźlik, Dolcevita, Ko1Fu, Juras oraz Włodi. W międzyczasie skład WNB uzupełnił producent muzyczny Dejot, który odpowiedzialny był za większość materiału muzycznego powstałego z przeznaczeniem na debiut.
Płyta zatytułowana Dowód odpowiedzialności ukazała się 18 czerwca 2003 roku nakładem wytwórni muzycznej Vostok Records. W ramach promocji do utworu tytułowego został zrealizowany teledysk. Piosenka zyskała pewną popularność w kraju, była intensywnie emitowana m.in. przez stację telewizyjną VIVA Polska. Wideoklip został zrealizowany również do pochodzącej z płyty kompozycji „Stawiam na jutro”. Przed premierą wydawnictwa członkowie WNB gościli na jedynej płycie projektu Ski Skład – Wspólne zadanie. Raperzy pojawili się także na wydanym w 2003 roku mixtape’ie DJ-a Decksa – Mixtape Vol. 3. Nagrania WNB ukazały się także na wydanych tego samego roku składankach dołączonych do branżowego magazynu „Klan”.
Rok później piosenki WNB znalazły się na składankach Hiphopstacja 2 i Road Hip Hop 2004. W 2005 roku formacja gościła na albumie Sqry – Wiele sqr. W międzyczasie Olsen nawiązał bliższą współpracę z Fusznikiem. Efektem był wydany tego samego roku album zatytułowany Kameleon. Natomiast rok później solową działalność artystyczną podjął Lukasyno, który zrealizował album pt. Na ostrzu noża. Ostatnim przejawem działalności WNB był udział w utwór PWRD – „Rap jest jeden”, który ukazał się na nielegalu PraWda leży po śRoDku. Wkrótce potem projekt został zarzucony.
W 2015 roku zespół dał koncert w ramach Prosto Festiwal w Warszawie. Grupa wznowiła działalność jednorazowo specjalnie na potrzeby tegoż koncertu.

## Dyskografia
Albumy
| Tytuł                   | Dane dot. albumu                                  |
| ----------------------- | ------------------------------------------------- |
| Dowód odpowiedzialności | - Data: 18 czerwca 2003 - Wydawca: Vostok Records |

Inne
| Album                               | Rok  | Utwór | Źródło |
| ----------------------------------- | ---- | --- | ------ |
| Radio Ewenement 5 G Fm (kompilacja) | 2001 | WNB – „Ej foko” WNB – „Nadszedł czas” Cyklon, Daf, Pono, WNB, Molesta Ewenement, GRZ, Koras – „Jedenastu” | [ 5 ]  |
| Fu – Futurum                        | 2002 | „Opanuj strach” (gościnnie: WSP, WNB, DJ DFC)                                                             | [ 6 ]  |
| Klan CD#26 (kompilacja)             | 2002 | WNB – „Świat zła rezerwat”                                                                                | [ 7 ]  |
| Ski Skład – Wspólne zadanie         | 2003 | „Na co nas stać” (gościnnie: WNB)                                                                         | [ 8 ]  |
| Klan CD#30 (kompilacja)             | 2003 | WNB – „Co Cię nie zabije”                                                                                 | [ 9 ]  |
| VIVA Hip Hop vol.3 (kompilacja)     | 2003 | WNB – „Stawiam na jutro”                                                                                  | [ 10 ] |
| Klan CD#32 (kompilacja)             | 2003 | WNB – „Stawiam na jutro”                                                                                  | [ 11 ] |
| DJ Decks – Mixtape Vol. 3           | 2003 | „Dziwi mnie” (gościnnie: WNB)                                                                             | [ 12 ] |
| Hiphopstacja 2 (kompilacja)         | 2004 | WNB – „Dowód odpowiedzialności”                                                                           | [ 13 ] |
| Road Hip Hop 2004 (kompilacja)      | 2004 | WNB, Numer – „Terror”                                                                                     | [ 14 ] |
| Sqra – Wiele sqr                    | 2005 | „Sąd ostateczny (apokalipsa)” (gościnnie: WNB)                                                            | [ 15 ] |
| Slums Attack – Fturując             | 2006 | „Na co nas stać” (gościnnie: Wiśnix, WNB)                                                                 | <      |
| PWRD – PraWda leży po śRoDku        | 2006 | „Rap jest jeden” (gościnnie: WNB)                                                                         | [ 17 ] |